# Nachtboomslangen
Nachtboomslangen (Boiga) zijn een geslacht van slangen uit de familie toornslangachtigen (Colubridae) en de onderfamilie Colubrinae.

## Naam en indeling
De wetenschappelijke naam van de groep werd voor het eerst voorgesteld door Leopold Fitzinger in 1826.
Er zijn 35 soorten, inclusief de pas in 2019 beschreven soort Boiga thackerayi. Veel soorten behoorden in het verleden tot andere geslachten zoals Dipsas en het niet langer erkende Dipsadomorphus.

## Levenswijze
Nachtboomslangen zijn 's nachts actief, ze jagen voornamelijk op warmbloedige dieren zoals vogels. Van een aantal soorten is bekend dat ze zeer giftig zijn voor de mens.

## Verspreiding en habitat
Nachtboomslangen komen voor in grote delen van Azië tot in Australië.
De verschillende soorten leven in de landen Afghanistan, Australië, Bangladesh, Bhutan, Brunei, Cambodja, China, Filipijnen, India, Indonesië, Iran, Laos, Maleisië, Myanmar, Nepal, Nieuw-Guinea, Oezbekistan, Pakistan, Palau, Singapore, Sri Lanka, Tadzjikistan, Thailand, Turkmenistan en Vietnam.
De habitat bestaat uit zowel vochtige als drogere tropische en subtropische bossen, zowel in laaglanden als in bergstreken. Ook in door de mens aangepaste streken zoals landelijke tuinen en plantages kan de slang worden aangetroffen.

## Beschermingsstatus
Door de internationale natuurbeschermingsorganisatie IUCN is aan 21 soorten een beschermingsstatus toegewezen. Dertien soorten worden beschouwd als 'veilig' (Least Concern of LC) en zes soorten als 'onzeker' (Data Deficient of DD). De soorten Boiga bourreti en Boiga saengsomi ten slotte staan te boek als 'bedreigd' (Endangered of EN)

## Soorten
Het geslacht omvat de volgende soorten, met de auteur en het verspreidingsgebied.
| Naam                                        | Auteur                                       | Verspreidingsgebied                                                                                       |
| ------------------------------------------- | -------------------------------------------- | --- |
| Boiga andamanensis                          | Wall, 1909                                   | India |
| Boiga angulata                              | Peters, 1861                                 | Filipijnen                                                                                                |
| Boiga barnesii                              | Günther, 1869                                | Sri Lanka                                                                                                 |
| Boiga beddomei                              | Wall, 1909                                   | Sri Lanka, India                                                                                          |
| Boiga bengkuluensis                         | Orlov, Kudryavtzev, Ryabov & Shumakov, 2003  | Indonesië                                                                                                 |
| Boiga bourreti                              | Tillack, Ziegler & Le Khac Quyet, 2004       | Vietnam                                                                                                   |
| Boiga ceylonensis                           | Günther, 1858                                | Sri Lanka, India                                                                                          |
| Boiga cyanea                                | Duméril, Bibron & Duméril, 1854              | India, Bhutan, Nepal, Vietnam, Laos, Cambodja, Thailand, Myanmar, Maleisië, China                         |
| Boiga cynodon                               | Boie, 1827                                   | Indonesië, Maleisië, Palau, Filipijnen, Singapore, India, Bangladesh, Myanmar, Thailand, Cambodja, Laos   |
| Mangrovennachtboomslang (Boiga dendrophila) | Boie, 1827                                   | Indonesië, Cambodja, Myanmar, Maleisië, Singapore, Thailand, Vietnam, Filipijnen                          |
| Boiga dightoni                              | Boulenger, 1894                              | India |
| Boiga drapiezii                             | Boie, 1827                                   | Indonesië, Brunei, Maleisië, Filipijnen, Singapore, Vietnam, Myanmar, Thailand                            |
| Boiga flaviviridis                          | Vogel & Ganesh, 2013                         | India |
| Boiga forsteni                              | Duméril, Bibron & Duméril, 1854              | Nepal, Sri Lanka, India                                                                                   |
| Boiga gocool                                | Gray, 1835                                   | Bangladesh, India, Bhutan                                                                                 |
| Boiga guangxiensis                          | Wen, 1998                                    | China, Vietnam, Laos                                                                                      |
| Boiga hoeseli                               | Ramadhan, Iskandar & Subasri, 2010           | Indonesië                                                                                                 |
| Bruine nachtboomslang (Boiga irregularis)   | Bechstein, 1802                              | Indonesië, Nieuw-Guinea, Australië, Salomonseilanden, geïntroduceerd in Guam                              |
| Boiga jaspidea                              | Duméril, Bibron & Duméril, 1854              | Indonesië, Maleisië, Singapore, Vietnam, Thailand                                                         |
| Boiga kraepelini                            | Stejneger, 1902                              | Taiwan, China], Vietnam, Laos                                                                             |
| Boiga multifasciata                         | Blyth, 1861                                  | India, Nepal, Bhutan                                                                                      |
| Boiga multomaculata                         | Boie, 1827                                   | Maleisië, Cambodja, Thailand, Vietnam, Myanmar, India, China, Indonesië, Bangladesh, Laos, Singapore      |
| Boiga nigriceps                             | Günther, 1863                                | Thailand, China, Indonesië, Maleisië, Palau                                                               |
| Boiga nuchalis                              | Günther, 1875                                | India, Nepal                                                                                              |
| Boiga ochracea                              | Günther, 1868                                | Myanmar, Bhutan, Nepal, India                                                                             |
| Boiga philippina                            | Peters, 1867                                 | Filipijnen                                                                                                |
| Boiga quincunciata                          | Wall, 1908                                   | Myanmar, India                                                                                            |
| Boiga saengsomi                             | Nutphand, 1985                               | Thailand                                                                                                  |
| Boiga schultzei                             | Taylor, 1923                                 | Filipijnen                                                                                                |
| Boiga siamensis                             | Nutaphand, 1971                              | Maleisië, Thailand, Cambodja, Vietnam, Myanmar, Bangladesh, India]                                        |
| Boiga tanahjampeana                         | Orlov & Ryabov, 2002                         | Indonesië                                                                                                 |
| Boiga thackerayi                            | Giri, Deepak, Captain, Pawar & Tillack, 2019 | India |
| Boiga trigonata                             | Schneider, 1802                              | Sri Lanka, India, Pakistan, Nepal, Bangladesh, Afghanistan, Turkmenistan, Oezbekistan, Tadzjikistan, Iran |
| Boiga wallachi                              | Das, 1998                                    | India |
| Boiga westermanni                           | Reinhardt, 1863                              | Bangladesh, India, Nepal                                                                                  |